# Northanger Abbey (film, 2007)
Northanger Abbey är en brittisk TV-film från 2007 i regi av Jon Jones. Filmen är baserad på Jane Austens roman med samma namn publicerad 1818.

## Handling
Catherine Morland älskar att läsa gotiska skräckromaner, en genre som är högsta modet vid denna tid. Hon blir av vänner bjuden till kurorten Bath under några veckor. Där möter hon Henry Tilney och de förälskar sig i varandra. Hon blir bjuden av Henrys far till familjens gods; det gotiska klostret Northanger Abbey. 
Catherine börjar där fantisera ihop alla möjliga skräckinspirerade intriger vilket ställer till det ordentligt för henne. Ska hon vakna upp ur sin fantasivärld eller är hon för uppslukad av spöken, vampyrer, mördare och andra ohyggliga ting?

## Rollista i urval
- Felicity Jones - Catherine Morland
- JJ Feild - Henry Tilney
- Sylvestra Le Touzel - Mrs Allen
- Desmond Barrit - Mr Allen
- Carey Mulligan - Isabella Thorpe
- Hugh O'Conor - James Morland
- Catherine Walker - Eleanor Tilney
- Liam Cunningham - General Tilney
- Bernadette McKenna - Mrs Thorpe
- William Beck - John Thorpe
- Mark Dymond - Kapten Frederick Tilney
- Julia Dearden - Mrs Morland
- Gerry O'Brien - Mr Morland
- Liam McMahon - Sedley
- Geraldine James - Jane Austen (röst)